# ماریا زیبلا مریان
ماریا زیبلا مریان (به آلمانی: Maria Sibylla Merian)،(زاده۲ آوریل ۱۶۴۷- درگذشته۱۳ ژانویه ۱۷۱۷) طبیعت‌گرا و تصویرگر علمی متولد آلمان و اهل سوئیس، از شاگردان شاخه فرانکفورت خانواده سوئیسی مریان، بنیانگذاران یکی از بزرگترین نشریات اروپایی در قرن هفدهم بود. مریان نزد ناپدری خود یاکوب مارل، از شاگردان نقاش طبیعت بی‌جان جورج فلگل، آموزش هنری دید. او تا سال ۱۶۷۰ در فرانکفورت باقی ماند و سپس به نورمبرگ نقل مکان کرد.
مریان اولین کتاب خود را از تصاویر طبیعی، با عنوان «کتاب جدید گل‌ها» در سال ۱۶۷۵ در سن ۲۸ سالگی منتشر کرد.
وی دربارهٔ حشره‌شناسی و گیاه‌شناسی مطالعه کرده و آن‌ها را با جزئیات بسیار دقیقی ترسیم کرد. مطالعات و نگاره‌های رنگی مستندسازی او از دگردیسی پروانه‌ها وی را به یکی از حشره‌شناسان برجسته ولی ناشناخته تبدیل کرد. ماریاحشره‌شناس پیشرو زمان خود بود و با مطالعاتش حقایق زیادی از زندگی حشرات را کشف کرد.

## زندگی

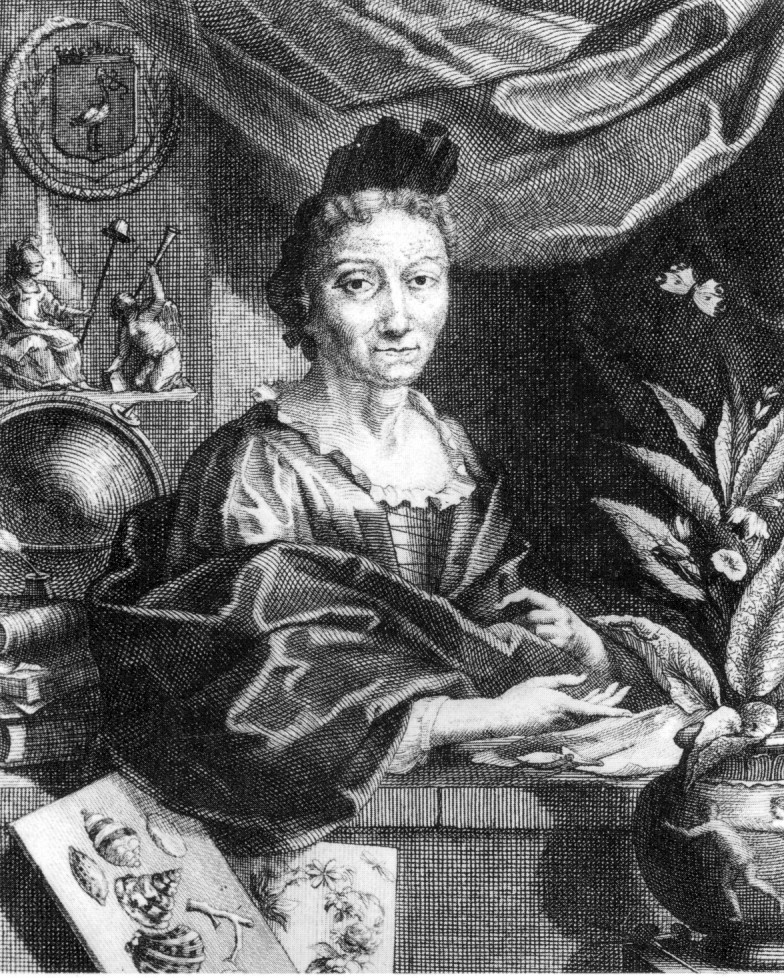
تصویر حکاکی مسی از ماریا زیبلا مریان، ۱۷۰۰ میلادی؛ از روی نقاشی کشیده شده توسط گئورگ سل

وی در کودکی در پی دزدی چند گل لاله از باغ همسایه گرفتار شده و در اثبات بی‌گناهی خود تصویرهایی را نشان می‌دهد که از گل‌های لاله و گل‌های دیگر کشیده‌است. صاحب باغ خویشاوندان او را تشویق می‌کند که ماریا را به آموزش نقاشی مشغول کنند.
نخستین کتاب مریان به نام «کتاب جدید گل‌ها» توسط انتشاراتی همسرش هنگامی که این زن ۲۸ سال داشت، منتشر شد. سال بعد از آن، «تبدیل معجزه‌آسای کرم ابریشم و تغذیه از گل‌ها» را منتشر کرد و در آن کتاب به معرفی گونه‌هایی از حشره و پرنده و خوراک‌های هرکدام از آن‌ها پرداخت. بدین ترتیب ماریا زیبلا مریان از پیشاهنگان علم حشره‌شناسی شد، زیرا تا آن زمان کرم‌ها و دیگر حشرات را ظهور شیطان و مجازات خدا می‌دانستند. وی در کتاب‌هایش زندگی حشرات را به صورت علمی و واقعی توصیف می‌کرد، به طوری که هم‌اکنون بیش از نیمی از پژوهش‌های او هنوز در رشته حشره‌شناسی کاربرد دارند.
او نخستین کسی است که مراحل رشد پروانه‌ها را در همه مراحل توصیف کرده‌است. او برای پژوهش پیرامون گیاهان و جانوران بومی آمریکای جنوبی، دو سال در آنجا اقامت کرد و مشاهدات خود را در کتاب مفصلی منتشر کرد. وی در آفریقا نیز مدتی به تحقیق پرداخت.
ماریا زیبلا مریان در ۷۰ سالگی در آمستردام هلند درگذشت.

## نگارخانه

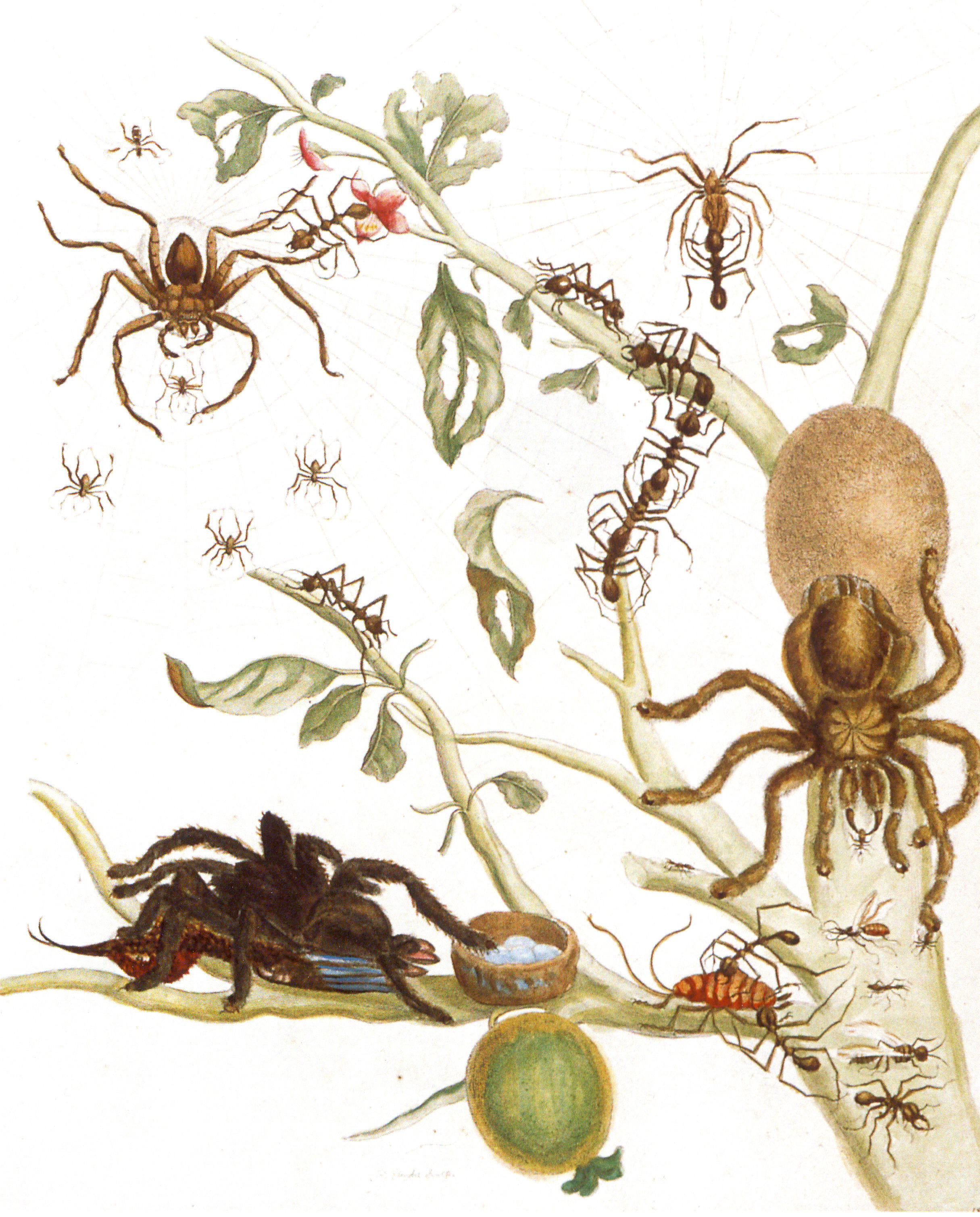
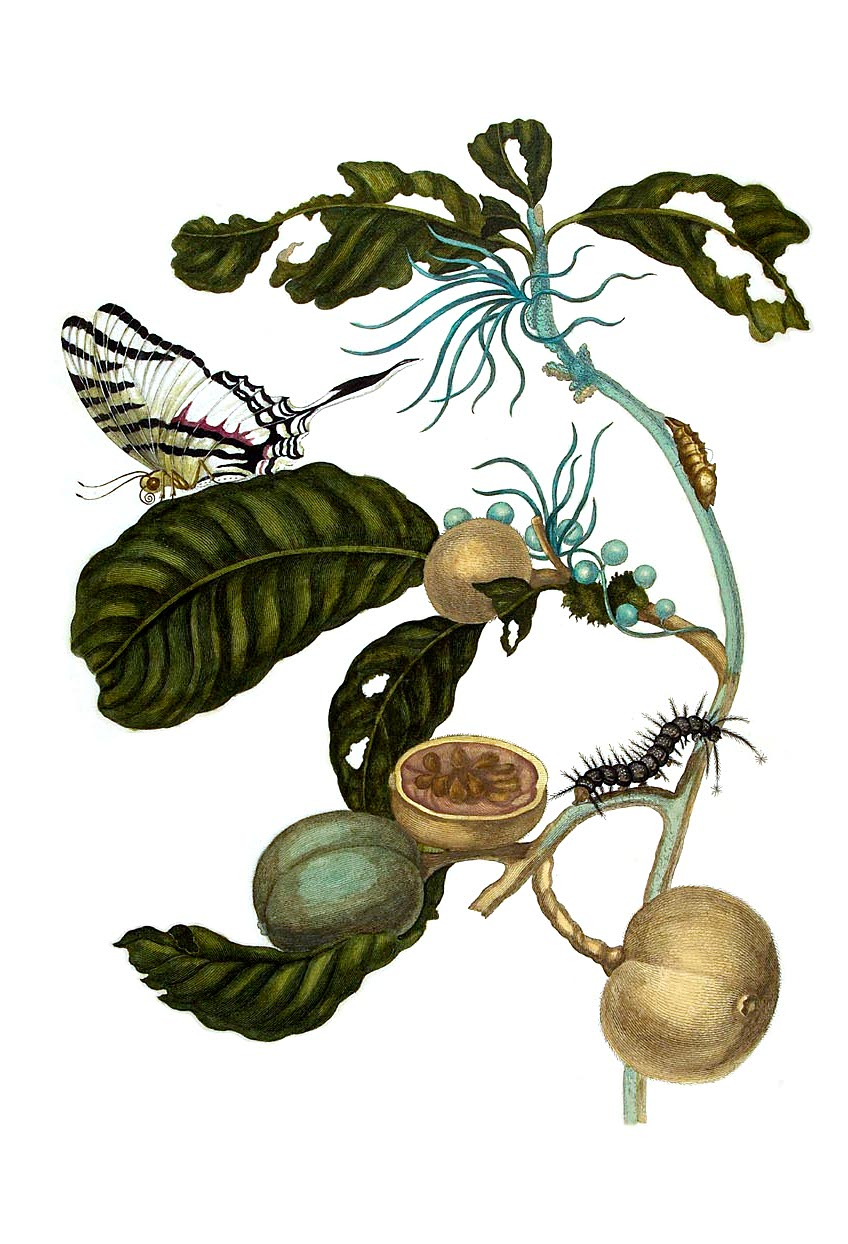
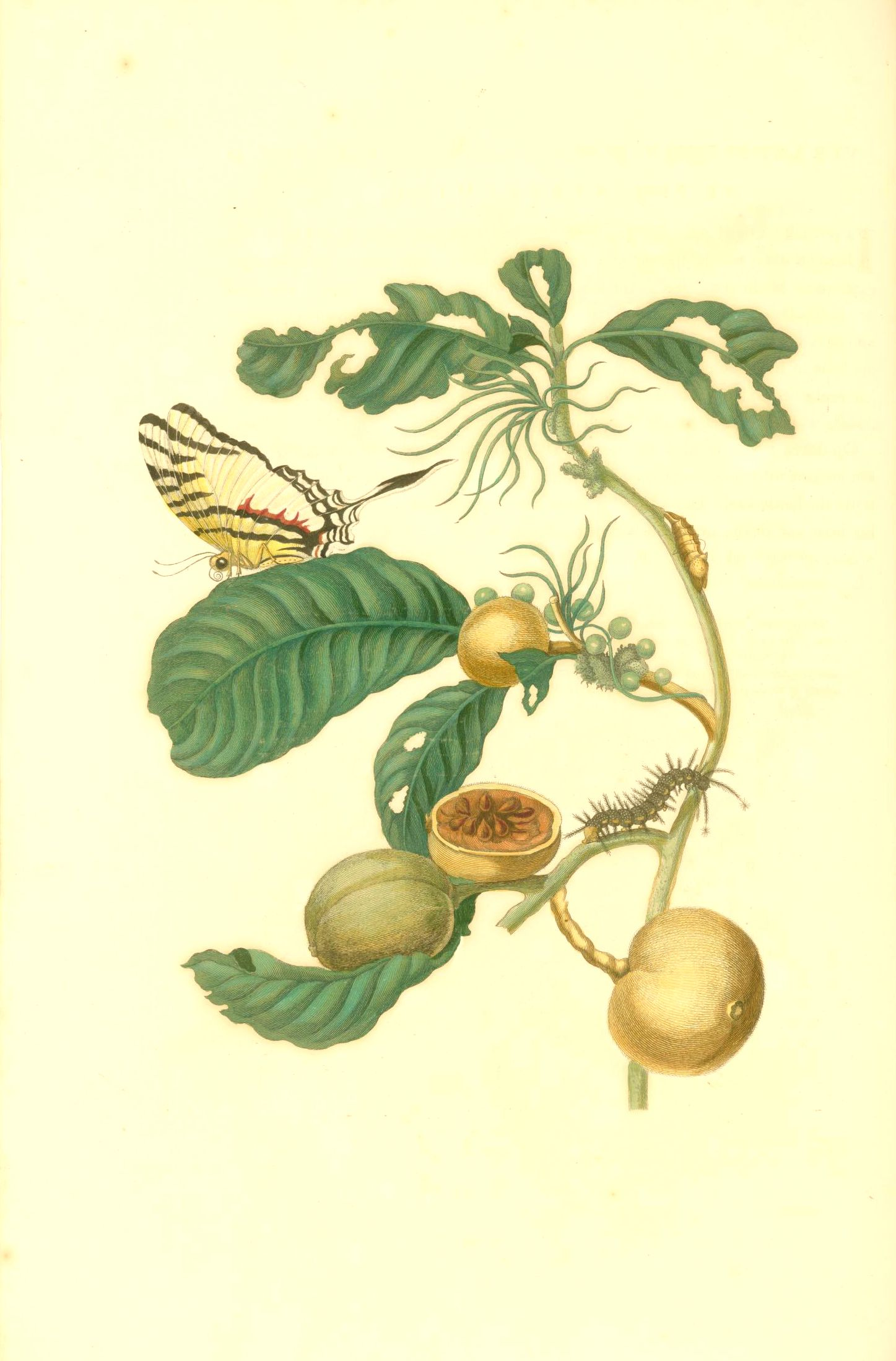
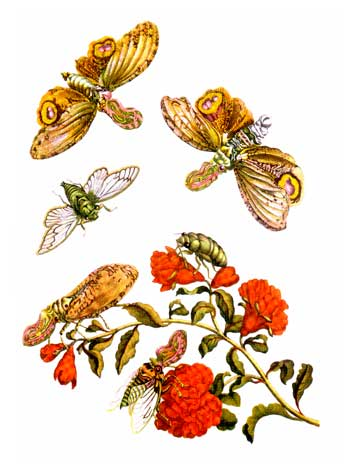
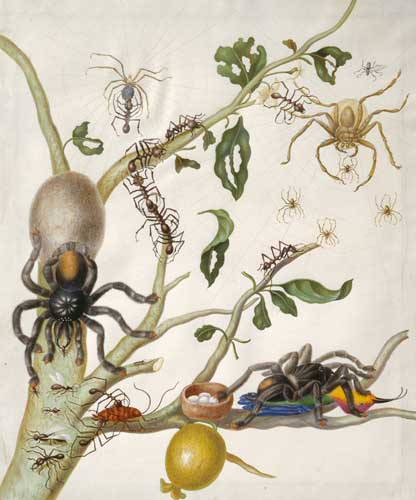
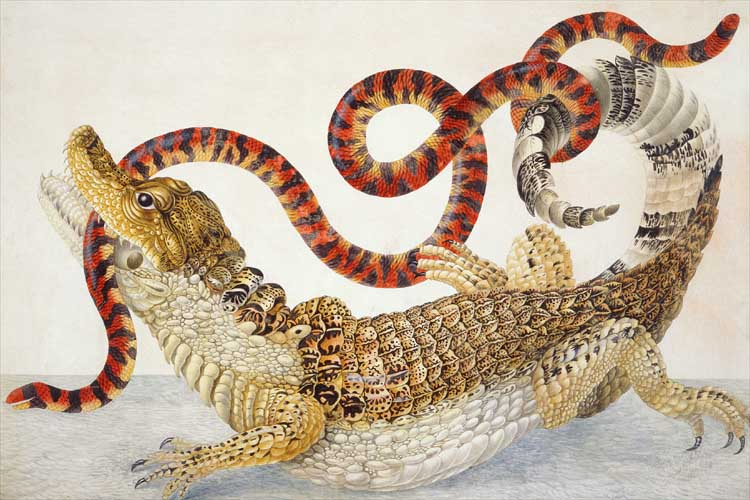
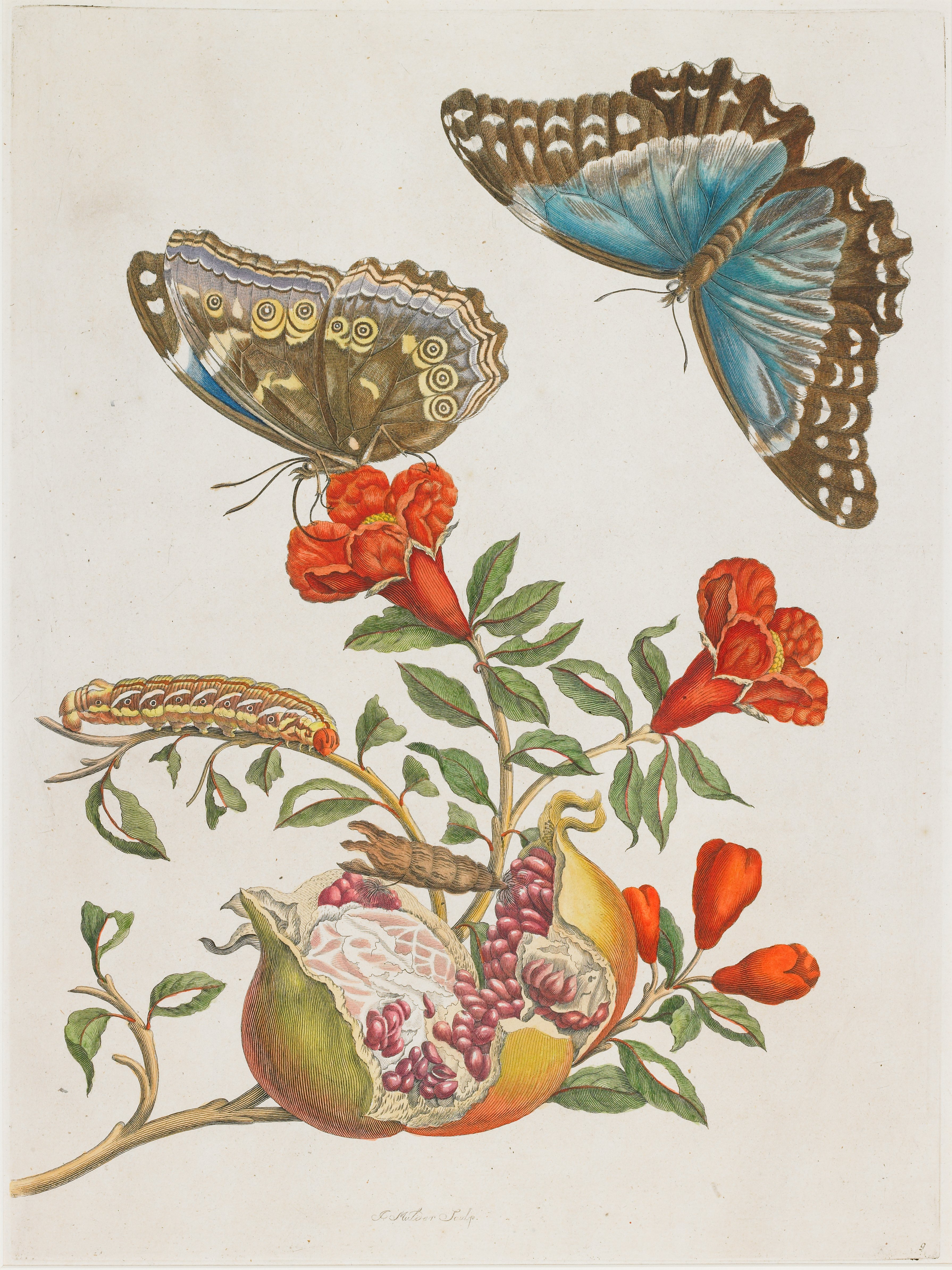
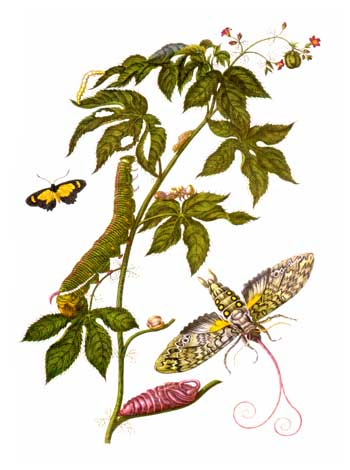
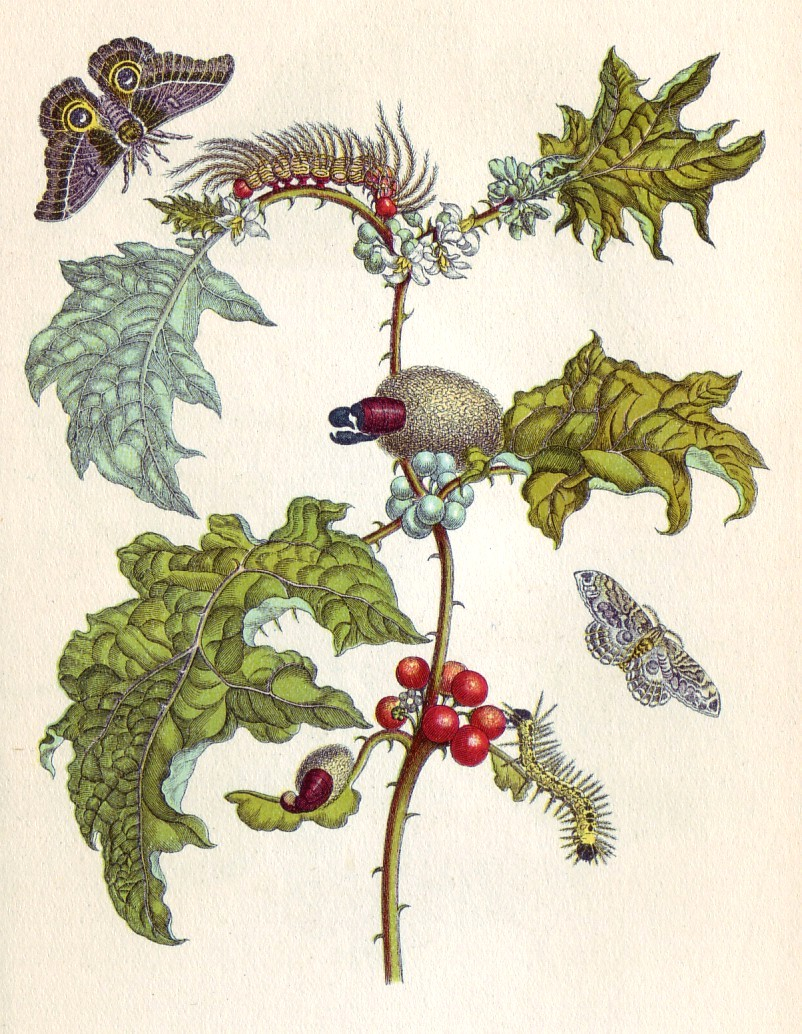
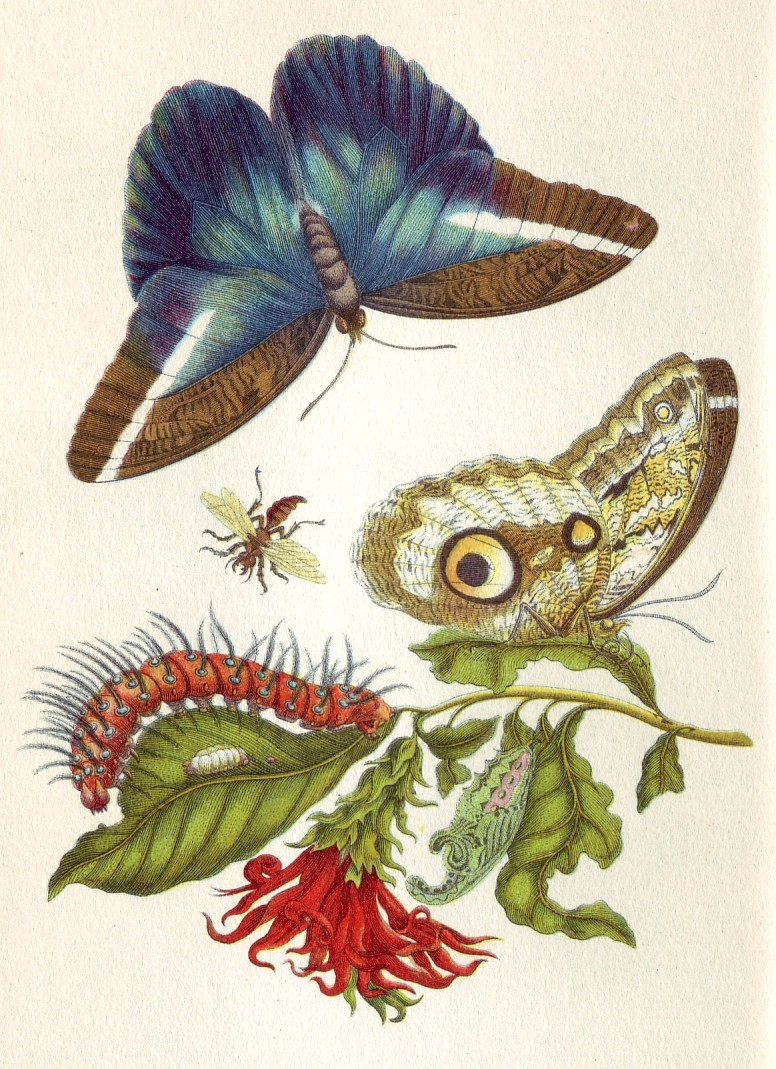
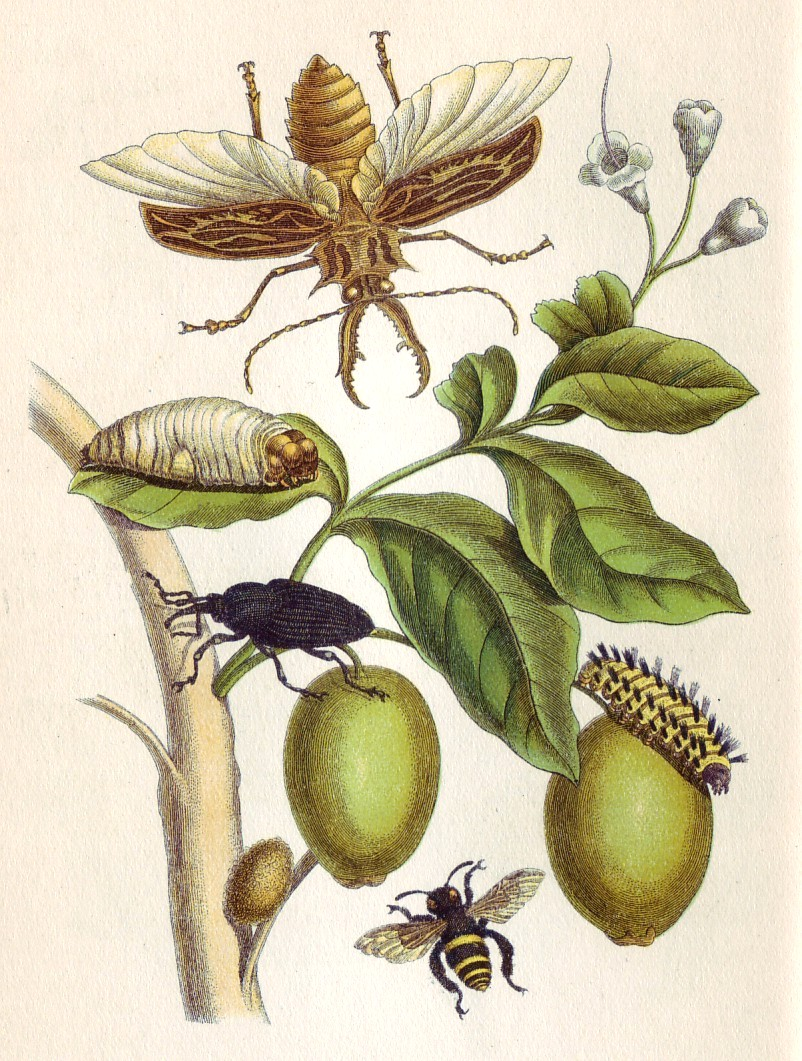
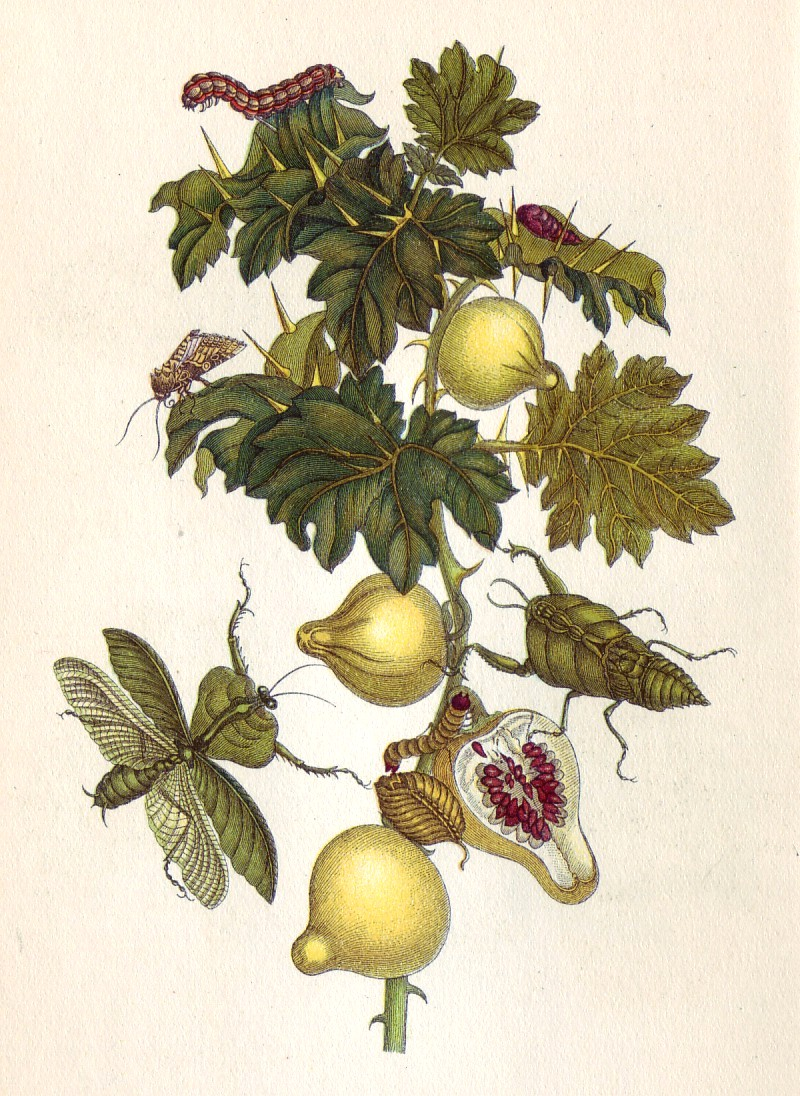
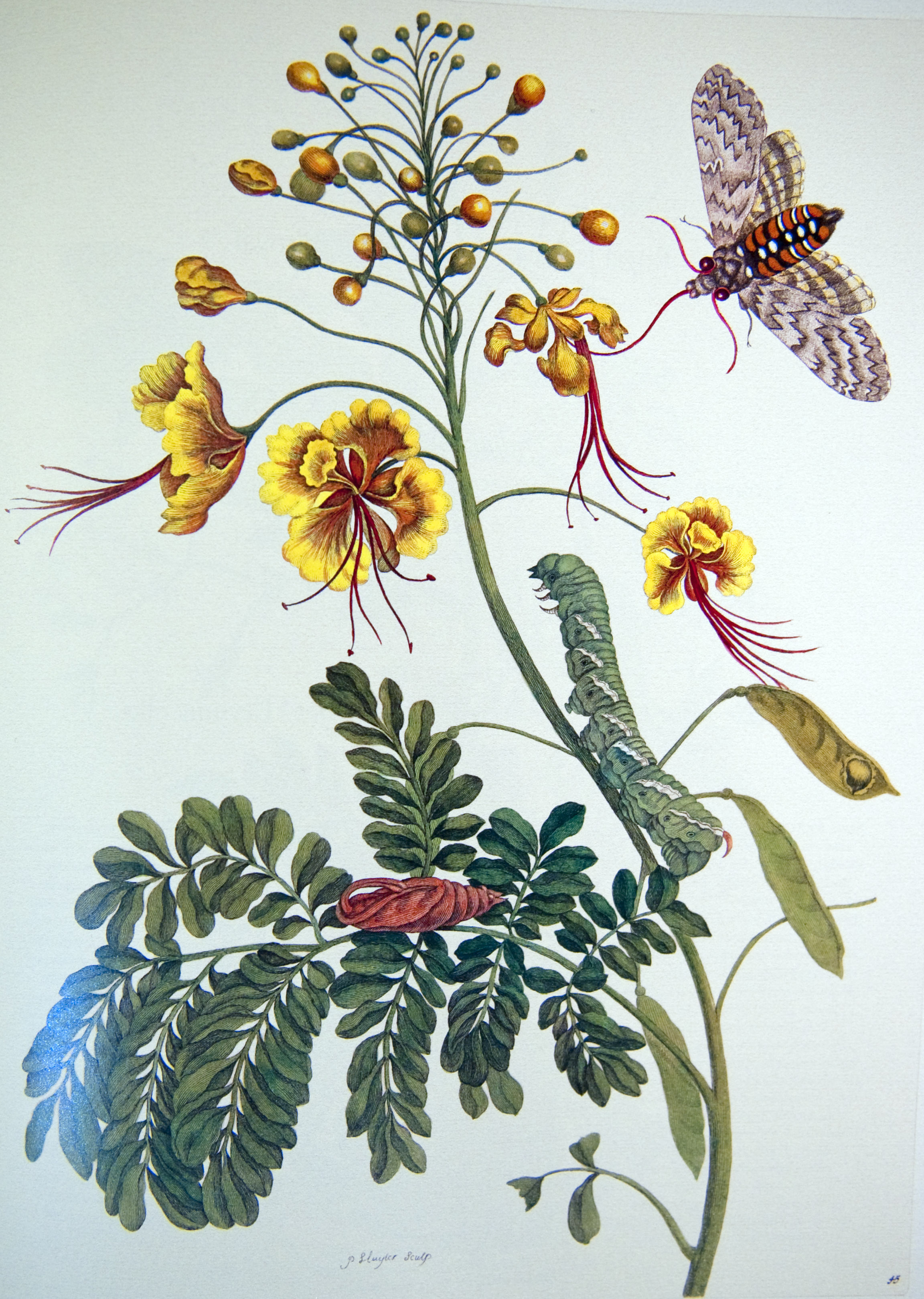
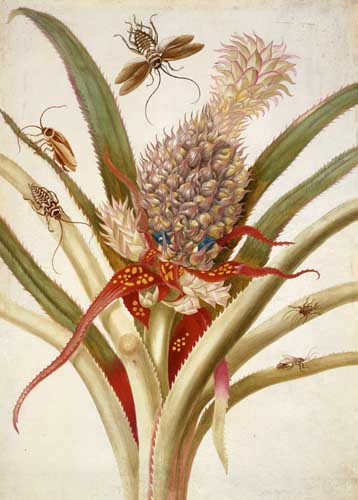
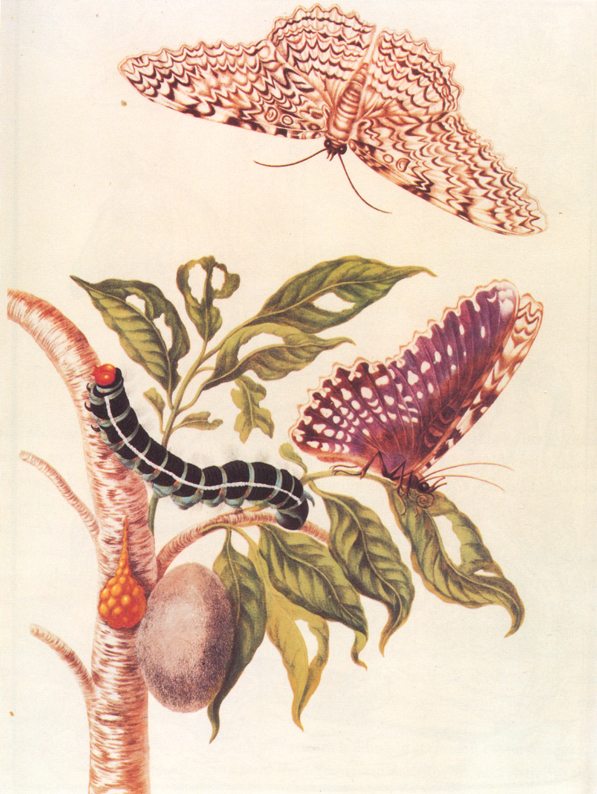
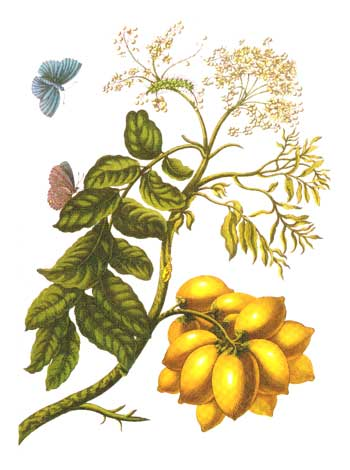
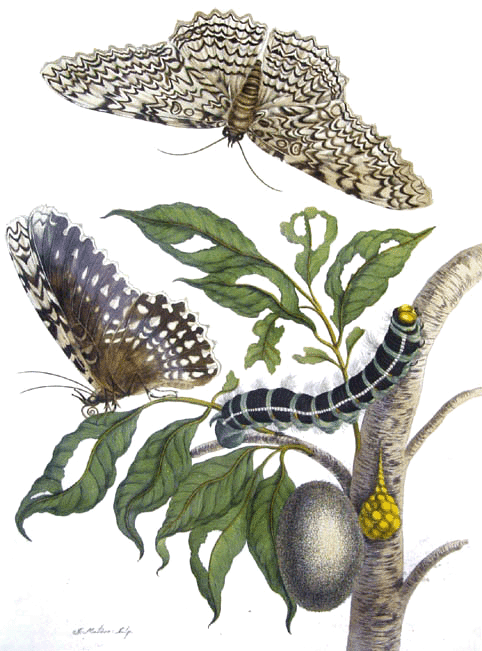
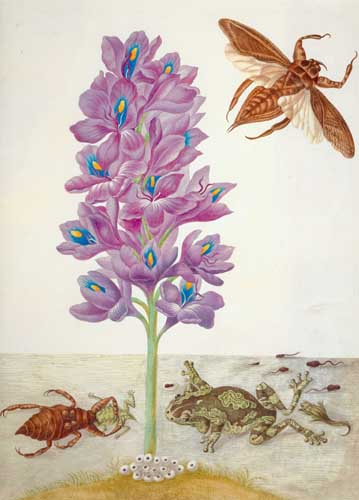